# Chapter 27 – Mordet på John Lennon
Chapter 27 – Mordet på John Lennon (originaltitel: Chapter 27) är en amerikansk independentfilm från 2007 som handlar om Mark Chapmans (spelad av Jared Leto) mord på John Lennon. Filmen är tänkt att behandla Chapmans psyke mer än själva mordet. "Chapter 27" ska leda tankarna till en fortsättning på J.D. Salingers klassiska roman Räddaren i nöden, som slutar med kapitel 26. Chapman försökte leva som bokens huvudperson Holden Caulfield, och hade ett exemplar av boken på sig när han sköt Lennon. 

## Handling
Mark Chapman kommer till Manhattan för att tillbringa en tid där, i hopp om att få träffa John Lennon. Han står ständigt och väntar utanför Lennons hem i Dakota Building, där han också träffar en tjej, Jude – som även hon är en stor beundrare av Lennon. Under filmens gång införskaffar Chapman även Lennons sista album, Double Fantasy, och tillbringar tid på sitt hotellrum.

## Om filmen
Jared Leto förberedde sig inför rollen som Chapman genom att gå upp i vikt rejält; periodvis blev han till och med tvungen att sitta i rullstol på grund av de extra kilona han lagt på sig. En teknik han använde sig av för att gå upp i vikt var att smälta glass i mikron, tillsätta olivolja och sojasås för att sedan förtära denna blandning.
Personen som gestaltar John Lennon i filmen heter Mark Lindsay Chapman, vilket liknar namnet på Lennons mördare.

## Rollista, ett urval
- Jared Leto – Mark Chapman
- Lindsay Lohan – Jude
- Kate Higgins – Gloria
- Brian O'Neill – Patrick
- Mark Lindsay Chapman – John Lennon